# Hirondellea glutonis
Hirondellea glutonis is een vlokreeftensoort uit de familie van de Hirondelleidae. De wetenschappelijke naam van de soort is voor het eerst geldig gepubliceerd in 1990 door Barnard & Ingram.